# Calamaria albiventer
Calamaria albiventer är en ormart som beskrevs av Gray 1835. Calamaria albiventer ingår i släktet Calamaria och familjen snokar. IUCN kategoriserar arten globalt som livskraftig. Inga underarter finns listade.
Arten förekommer på södra Malackahalvön och på norra Sumatra. Honor lägger ägg.